# أبو جندل المصري
أحمد جاد (المُكنَّى بـ"أبي جندل المصري" أو "أبي معاذ") (؟؟؟- الاثنين 27 رجب 1438 هـ / 24 أبريل 2017 م) هو قيادي مصري بارز في تنظيم الدولة الإسلامية.

## الميلاد والنشأة
وُلِد "أبو جندل المصري" سنة 1985 م. حصل على بكالوريوس نظم معلومات وكومبيوتر من "الأكاديمية الحديثة" في المعادي، وكان يعيش في منطقة حوض الدرس بالسويس مع أسرته التي تتكون من ثلاثة أشقاء.

## مسيرته وانضمامه لتنظيم الدولة الإسلامية
بعد وفاة والدته سنة 2011 م، اقترب أكثر من أبناء خالته (4 أشقاء)، الذين سافروا جميعًا إلى سوريا، وأحدهم قُتل هناك سنة 2016 م.
وفي سنة 2012 م حاول "أبو جندل المصري" الدخول إلى غزة لكنه لم يتمكن، فانتقل إلى تركيا ومنها دخل إلى سوريا، حيث انضم إلى تنظيم الدولة الإسلامية.

## دوره في التنظيم
- كان قائدًا عسكريًا قبل أن يُعين أميرًا للإعلام في الرقة خلفًا لأبي أحمد السوري.
- أحد القادة المشاركين في الاستيلاء على قاعدة منغ الجوية العسكرية.

## حياته الشخصية
تزوج سنة 2015 م ورُزِقَ بولدٍ سمَّاه "معاذ"، كما كان يتكفَّل بنجل ابن خالته الذي قُتل سنة 2016 م في صفوف التنظيم.

## وفاته
قُتل يوم الاثنين 27 رجب 1438 هـ - 24 أبريل 2017 م، خلال غارة شنَّتها قوات التحالف في سوريا.